# سرسپریان
سَرسِپَریان (Cephalaspis) جنسی از ماهیان زرهدار لجن‌خوار از رده استخوان‌زرهیان (Osteostraci) بودند که در اوایل دوونین در آب‌های شیرین اروپای غربی زندگی می‌کردند.
سرسپریان جزو سرسپرریختان (Cephalaspidomorphi) دانسته‌شده هرچند این رده هنوز طبقه‌بندی نشده‌است.